# 贺杖子乡
贺杖子乡，是中华人民共和国辽宁省葫芦岛市建昌县下辖的一个乡镇级行政单位。

## 行政区划
贺杖子乡下辖以下地区：
贺杖子村、碾房村、火石山村、押宝山村和大庙沟村。